# Einfacher Rautenfarn
Der Einfache Rautenfarn (Botrychium simplex), auch Einfache Mondraute genannt, ist eine Pflanzenart aus der Gattung Rautenfarne (Botrychium) innerhalb der Familie der Natternzungengewächse (Ophioglossaceae). Sie ist auf der Nordhalbkugel weitverbreitet.

## Beschreibung

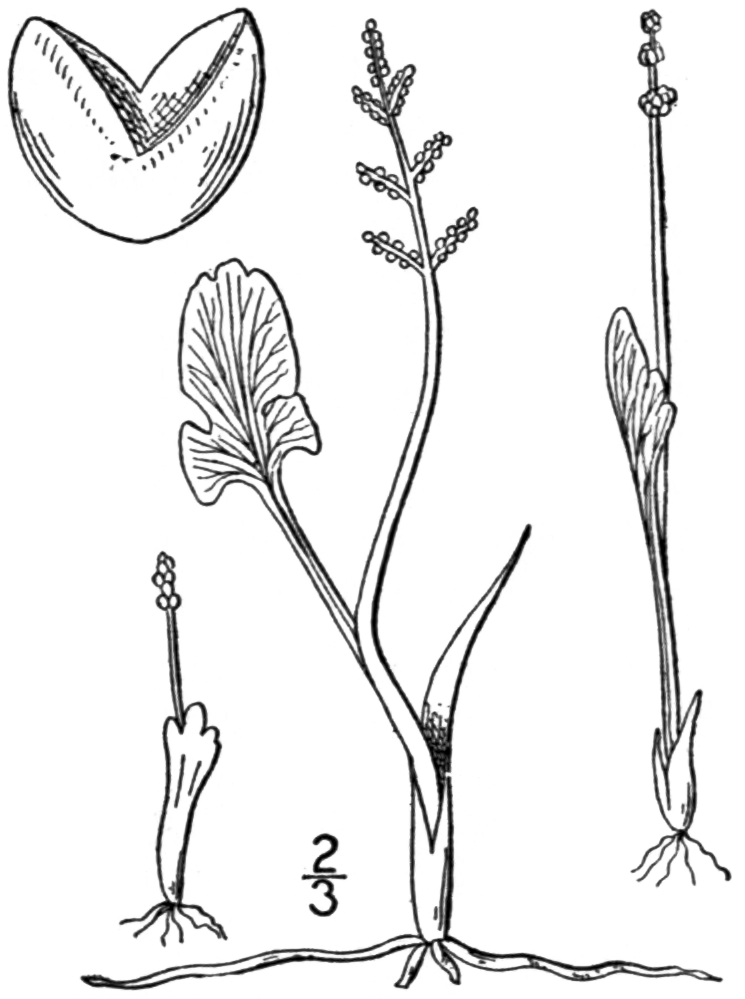
Illustration aus Britton und Brown, 1913

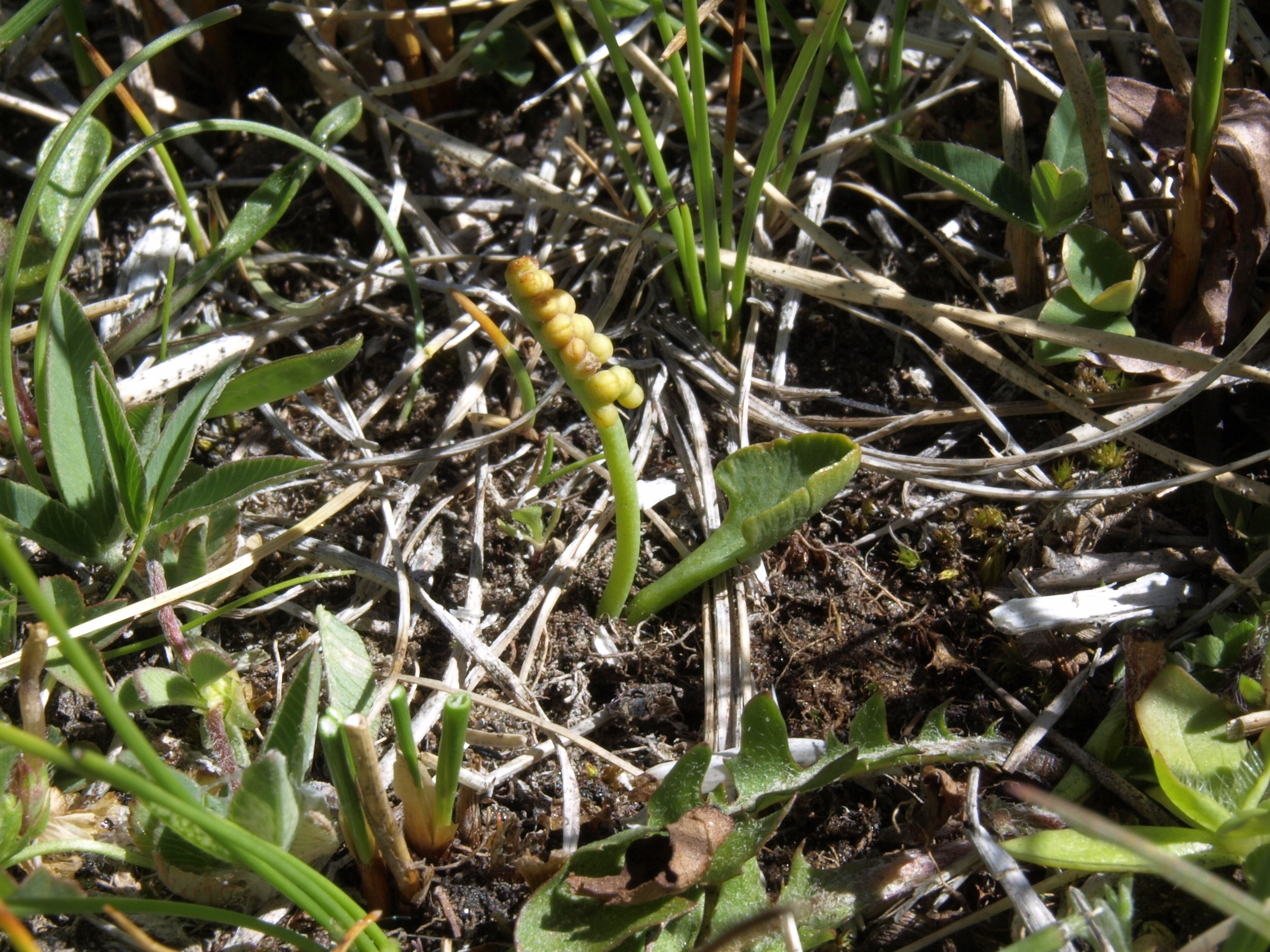
Einfacher Rautenfarn (Botrychium simplex) in Nevada (USA)

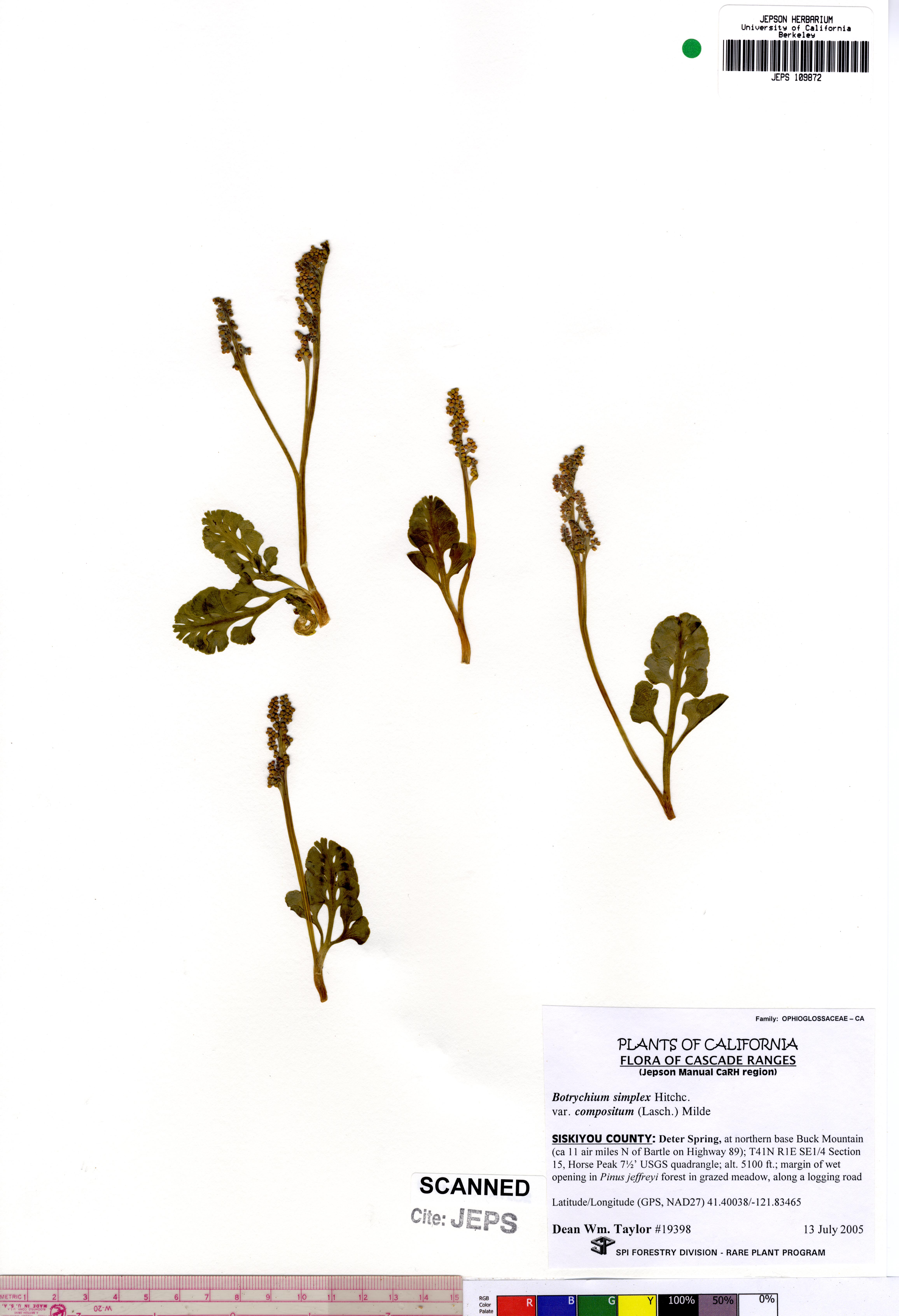
Herbarbeleg: Botrychium simplex var. simplex

Der Einfache Rautenfarn ist eine sommergrüne, ausdauernde krautige Pflanze, die Wuchshöhen von 2 bis 8 (bis 15) cm erreicht. Die kahlen, gelbgrünen Blätter stehen einzeln. Der Blattstiel ist von den abgestorbenen, braunen Scheiden der vorjährigen Blätter umhüllt. Der sterile Abschnitt entspringt im unteren Teil der Pflanze; er ist deutlich gestielt, ungeteilt oder dreiteilig und dünn fleischig. Der fertile Teil des Blattes bildet einen bis 8 cm lang gestielten, meist einfach bis doppelt gefiederten, selten ungeteilten und dann nur aus 5 bis 12 Sporangien bestehenden Sporangienstand. Die Sporangien sind gelb und zuletzt rotbraun. Die Sporenreife findet im Juni und Juli, in Hochlagen im August statt.
Die Chromosomenzahl beträgt 2n = 90.

## Ökologie
Beim Einfachen Rautenfarn handelt es sich um einen Geophyten.

## Vorkommen und Gefährdung
Der Einfache Rautenfarn ist auf der Nordhalbkugel in Europa, Nordamerika und in Ostasien verbreitet. In Europa findet man ihn vor allem im Ostseeraum bis 65° nördlicher Breite und im nordöstlichen Teil von Mitteleuropa bis zum westlichen Russland, in den Alpen bis in Höhenlagen von 2300 m (vereinzelt bis über 2500 m). Es gibt einzelne Fundstellen beispielsweise in den Pyrenäen oder auf Korsika.
Der Einfache Rautenfarn ist in Österreich in der Steiermark und in Tirol sehr selten und gilt dort als vom Aussterben bedroht, ebenso in der Schweiz. In Deutschland ist er in der Roten Liste der gefährdeten Pflanzenarten 1996 mit der Kategorie „2“ bewertet, also als stark gefährdet. Er galt in Deutschland allerdings seit langer Zeit als ausgestorben, bis er 1993 in Nordrhein-Westfalen in der Senne wiedergefunden wurde. Das Vorkommen ist das einzige rezente Vorkommen in Deutschland, aus diesem Grund gilt die Art in Deutschland als vom Aussterben bedroht. Sie ist in Deutschland gesetzlich „streng geschützt“.
Der Einfache Rautenfarn besiedelt frische bis mäßig trockene Silikatmagerrasen und Heiden, er ist kalkmeidend. Er kommt in Gesellschaften der Klasse Nardo-Callunetea vor.
Die ökologischen Zeigerwerte nach Landolt et al. 2010 sind in der Schweiz: Feuchtezahl F = 4w+ (sehr feucht aber stark wechselnd), Lichtzahl L = 5 (sehr hell), Reaktionszahl R = 2 (sauer), Temperaturzahl T = 2 (subalpin), Nährstoffzahl N = 1 (sehr nährstoffarm), Kontinentalitätszahl K = 4 (subkontinental).